# Nagyszentjános
Nagyszentjános es un pueblo en el distrito de Győr del condado de Győr-Moson-Sopron, Hungría.
En 2012 tiene 1790 habitantes.
Se ubica unos 10 km al este de Győr, cerca de la frontera con Eslovaquia marcada por el río Danubio.